# Ed Thigpen
Edmund Leonard Thigpen, (Chicago, 28 de diciembre de 1930-Copenhague, 13 de enero de 2010) fue un baterista de jazz estadounidense, más conocido por su trabajo con el trío de Oscar Peterson de 1959 a 1965. Thigpen también actuó con el trío de Billy Taylor de 1956 a 1959.

## Biografía
Nacido en Chicago, Illinois, Thigpen se crio en Los Ángeles y asistió a la Thomas Jefferson High School, donde también asistieron Art Farmer, Dexter Gordon y Chico Hamilton. Tras licenciarse en Sociología en Los Angeles City College, Thigpen regresó a Illinois y durante un año se estableció en East St. Louis para dedicarse a la música mientras vivía con su padre, Ben Thigpen, quien había tocado con el grupo Clouds of Joy de Andy Kirk durante dieciséis años en las décadas de 1930 y 1940.
Thigpen trabajó por primera vez profesionalmente en la ciudad de Nueva York con la orquesta de Cootie Williams de 1951 a 1952 en el Savoy Ballroom. Durante este tiempo tocó con músicos como Dinah Washington, Gil Mellé, Oscar Pettiford, Eddie Vinson, Paul Quinichette, Ernie Wilkins, Charlie Rouse, Lennie Tristano, Jutta Hipp, Johnny Hodges, Dorothy Ashby, Bud Powell y Billy Taylor.
En 1959 sustituyó al guitarrista Herb Ellis en el Oscar Peterson Trio en Toronto, Canadá. En 1961 grabó en Los Ángeles, participando en el álbum del quinteto Teddy Edwards-Howard McGhee titulado Together Again para Contemporary Records con Phineas Newborn Jr. y Ray Brown. Tras dejar a Peterson, Thigpen grabó en 1966 el álbum Out of the Storm como líder para Verve. Al año siguiente realizó una gira con Ella Fitzgerald que concluiría en 1972.
En 1974 se trasladó a Copenhague, uniéndose a otros músicos de jazz estadounidenses que se habían instalado en la capital danesa durante las dos décadas anteriores. Allí trabajó con otros expatriados estadounidenses, como Kenny Drew, Ernie Wilkins y Thad Jones, así como con destacados músicos de jazz daneses como Svend Asmussen, Mads Vinding, Alex Riel y Niels-Henning Ørsted Pedersen. También tocó con otros destacados músicos de la época, como Clark Terry, Eddie "Lockjaw" Davis, Milt Jackson y Monty Alexander.
Thigpen fue incluido en el Percussive Arts Society Hall of Fame en 2002.
Falleció en 2010, tras un breve periodo en el Hospital Hvidovre de Copenhague, donde había sido hospitalizado por problemas cardíacos y pulmonares; también padecía Parkinson. Está enterrado en el cementerio de Vestre.

## Discografía

### Como líder
- 1966: Out of the Storm (Verve)
- 1974: Action-Re-Action (Sonet Records)
- 1974:   Explosive Drums (Black & Blue)
- 1990: Young Men and Olds (Timeless Records)
- 1992: Mr. Taste (Justin Time Records)

Stunt Records
- 1990: Easy Flight
- 1998: It's Entertainment
- 2002: Element of Swing
- 2004: #1

### Como acompañante
Con Gene Ammons
- Velvet Soul (Prestige, 1962 [1964])
- Angel Eyes (Prestige, 1962 [1965])
- Sock! (Prestige, 1962, [1965])

Con Toshiko Akiyoshi
- The Toshiko Trio (Storyville, 1956)[5]

Con Dorothy Ashby
- The Jazz Harpist (Regent, 1957)

Con Kenny Burrell
- Earthy (Prestige, 1957)

Con Benny Carter
- Summer Serenade (Storyville, 1980 [1982])

Con Kenny Drew
- Your Soft Eyes (Soul Note, 1981)

Con Art Farmer
- Three Trumpets (Prestige, 1957) con Donald Byrd and Idrees Sulieman
- Manhattan (Soul Note, 1981)

Con Dexter Gordon
- More Than You Know (SteepleChase, 1975)

Con Johnny Griffin
- Blues for Harvey (SteepleChase, 1973)

Con Jutta Hipp
- At the Hickory House Volume 1 (1956)
- At the Hickory House Volume 2 (1956)
- Jutta Hipp with Zoot Sims (1956)

Con Duke Jordan
- Flight to Denmark (SteepleChase, 1973 [1974])
- Two Loves (SteepleChase, 1973 [1975])
- Truth (SteepleChase, 1975 [1983])

Con Mundell Lowe
- A Grand Night for Swinging (Riverside, 1957)

Con Howard McGhee and Teddy Edwards
- Together Again!!!! (Contemporary, 1961)

Con Gil Mellé
- Patterns in Jazz (1956; Blue Note)
- Primitive Modern (Prestige, 1956)
- Gil's Guests (1957; Prestige)

Con Oscar Pettiford
- Winner's Circle (1957; Bethlehem)

Con Oscar Peterson
- Oscar Peterson Plays "My Fair Lady" (1958, Verve)
- Sonny Stitt Sits in with the Oscar Peterson Trio (1958, Verve)
- A Jazz Portrait of Frank Sinatra (1959, Verve)
- The Jazz Soul of Oscar Peterson (1959, Verve)
- Porgy and Bess (1959, Verve)
- Oscar Peterson Plays the Duke Ellington Songbook (1959, Verve)
- Oscar Peterson Plays the George Gershwin Songbook (1959, Verve)
- Oscar Peterson Plays the Richard Rodgers Songbook (1959, Verve)
- Oscar Peterson Plays the Jerome Kern Songbook (1959, Verve)
- Oscar Peterson Plays the Cole Porter Songbook (1959, Verve)
- Oscar Peterson Plays the Harry Warren Songbook (1959, Verve)
- Oscar Peterson Plays the Irving Berlin Songbook (1959, Verve)
- Oscar Peterson Plays the Harold Arlen Songbook (1959, Verve)
- Oscar Peterson Plays the Jimmy McHugh Songbook (1959, Verve)
- Oscar Peterson Plays Porgy & Bess (1959, Verve)
- Swinging Brass with the Oscar Peterson Trio (1959, Verve)
- Ben Webster Meets Oscar Peterson (1959, Verve)
- Live from Chicago (1961, Verve)
- Night Train (1962, Verve)
- Affinity (1962, Verve)
- West Side Story (1962, Verve)
- The Oscar Peterson Trio in Tokyo 1964 (1964; Pablo)
- We Get Requests (1964, Verve)
- Oscar Peterson Trio + One – con Clark Terry (1964, Verve)
- I/We Had a Ball (Limelight, 1965) - 1 track
- Eloquence (1965, Limelight)
- Oscar Peterson with Clark Terry (1982, Mercury Jazz Masters)

Con Paul Quinichette
- On the Sunny Side (Prestige, 1957)

Con Teddy Charles
- Salute to Hamp (1958; Bethlehem)

Con Tony Ortega
- Jazz for Young Moderns (1958, 1959; Bethlehem)

Con Frank Minion
- The Soft Land of Make Believe (1959; Bethlehem)

Con Teddy Edwards–Howard McGhee Quintet
- Howard McGhee/Teddy Edwards – Together Again! (Contemporary M 3588, S 7588; Fantasy OJC 424, OJCCD 424-2)

Con Ella Fitzgerald:
- Ella in Budapest, Hungary (1970; Pablo)
- Ella à Nice (1971; Pablo Live)
- Jazz at Santa Monica Civic '72 (1972; Pablo)
- Ella Loves Cole (1972; Atlantic), reeditado como "Dream Dancing (1978; Pablo)

Con Horace Parlan
- Arrival (1973, SteepleChase)

Con Charlie Rouse and Paul Quinichette
- The Chase Is On (Bethlehem, 1958)

Con Billy Taylor
- My Fair Lady Loves Jazz (ABC-Paramount, 1957)
- The New Billy Taylor Trio (ABC-Paramount, 1957)
- The Billy Taylor Touch (Atlantic, 1957)
- Taylor Made Jazz (Argo, 1959)

Con Cal Tjader
- The Prophet (Verve 1968)

Con Paul Quinichette and Charlie Rouse
- "The Chase Is On" (1957; Bethlehem)
- When The Blues Comes On, Pt. 1&2 (1957; Bethlehem)

Con Eddie "Cleanhead" Vinson
- Clean Head's Back in Town (Bethlehem, 1957)

Con Frank Wess
- Jazz for Playboys (Savoy, 1957)

Con Webster Young
- For Lady (Prestige, 1957)

Con Svend Asmussen
- As Time Goes By (1978; Sonet Records)

Con Jack van Poll:
- Cat's Groove (1988; September Records)

Con Oliver Jones:
- A Class Act (1991; Justin Time Records)

Con John Lindberg, Albert Mangelsdorff & Eric Watson:
- Quartet Afterstorm (1994; Black Saint)

Con Eric Watson and Mark Dresser:
- Silent Hearts (2001; Sunnyside Records)

Con Ernie Wilkins on the Everest label:
- Everest Years (CD; 1959, 1960; 2005; VI Music)

Con Kai Winding and Curtis Fuller
- Giant Bones '80 (Sonet, 1980)

Con Kresten Osgood
- Sound (vinilo, 2011)